# Aqiqah
 (avril 2017).
Si vous disposez d'ouvrages ou d'articles de référence ou si vous connaissez des sites web de qualité traitant du thème abordé ici, merci de compléter l'article en donnant les références utiles à sa vérifiabilité et en les liant à la section « Notes et références ».
 (avril 2017).
L’`Aqīqah (en arabe : عَقِيقَةٌ) est une tradition islamique selon laquelle on sacrifie un animal (généralement un mouton) lors de la naissance d'un enfant. Elle est pratiquée par de nombreux musulmans.
La Aqiqah est généralement réalisée au septième après la naissance de l'enfant (le jour de naissance étant comptabilisé ou non selon le moment de la journée où la naissance a lieu: avant ou après le lever ou le coucher du soleil. C'est un sujet à divergence au sein des juristes musulmans des quatre écoles juridiques). Cependant certains doctes l'autorisent également au quatorzième ou vingt-et-unième jours, voire quel que soit le jour suivant la naissance pour un groupe marginal d'entre eux.
La Aqiqah est souvent accompagnée d'autres traditions issus de la sunnah du prophète Mahomet. Parmi elles, on retrouve le fait de raser les cheveux du nouveau-né, avant de le nommer et de faire don du pesant de ses cheveux en or ou en argent à des nécessiteux. D'autres traditions, plus culturelles que cultuelles peuvent consister à inviter ses proches, voisins, amis et familles à un repas pour partager la viande sacrifiée. On invite souvent à ces repas des imams ou étudiants en doctrine islamique pour y lire du Coran, des poèmes ou du dhikr.
Cette tradition est largement pratiquée dans les pays musulmans ou pas et est considérée comme une forme de remerciement pour le don de la vie. De nombreuses associations humanitaires travaillant notamment en Afrique permettent également de faire la Aqiqa en distribuant la viande aux nécessiteux. Cela permet non seulement de perpétuer la tradition mais aussi d'aider les plus démunis en fournissant de la nourriture pour les familles les plus démunies. Ces organisations contribuent ainsi à soulager les souffrances de millions de personnes dans les pays les plus défavorisés.